# 华盛顿国家座堂

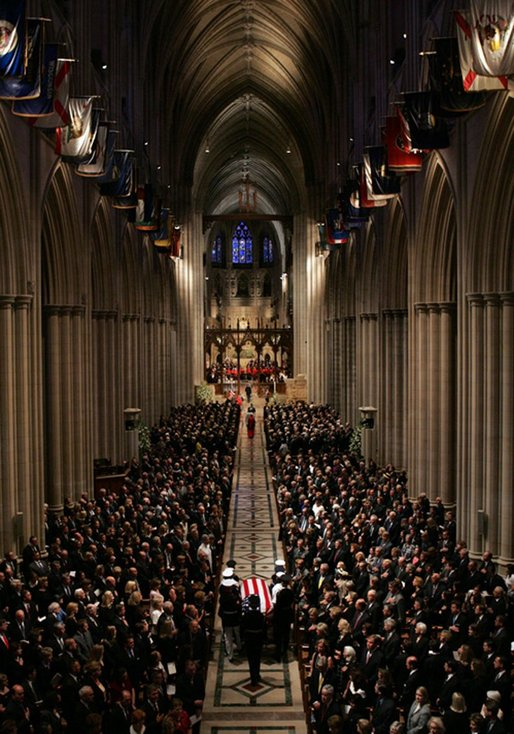
前任美國總統雷根的国葬仪式

华盛顿国家座堂（英語：Washington National Cathedral），正式名称是圣彼得与圣保罗座堂（英語：Cathedral Church of Saint Peter and Saint Paul in the City and Diocese of Washington），是美国圣公会华盛顿教区的主教座堂。
该座堂位于美国首都华盛顿西北区的马萨诸塞大道与威斯康星大道路口，是世界上第六大和美国第二大教堂，也是华盛顿第四高建筑物。

## 歷史
华盛顿国家座堂始建于1907年9月29日，美国总统西奥多·罗斯福安放了基石。建筑工程持续了83年，1990年，乔治·赫伯特·沃克·布什总统出席竣工典礼。基於美國憲法中政教分離的原則，美国聯邦政府没有加以资助，但歷任美國總統均曾到华盛顿国家座堂參與宗教儀式，自雷根起的歷屆總統就職隔天，總統均會到华盛顿国家座堂參與跨宗教進行的禮拜。
2007年，华盛顿国家座堂排名美國最喜愛建築第三位。
华盛顿国家座堂曾举办过5位总统的國葬：德怀特·艾森豪（1969年）、隆納·雷根（2004年）、杰拉尔德·福特（2007年）、喬治·赫伯特·華克·布希（2018年）和吉米·卡特（2025年）。